# Pontoy
Pontoy ist eine französische Gemeinde mit 601 Einwohnern (Stand 1. Januar 2022) im Département Moselle in der Region Grand Est (bis 2015 Lothringen). Sie gehört zum Arrondissement Metz.

## Geographie
Pontoy liegt 13 Kilometer südwestlich von Metz und sechs Kilometer östlich von Verny auf einer Höhe zwischen 222 und 315 m über dem Meeresspiegel. Das Gemeindegebiet umfasst 10,12 km².

## Geschichte
Ältere  Ortsbezeichnungen sind Pontois (1128), Ponteis (1161) und Ponthoiz (1351). Die Ortschaft gehörte früher zum Bistum Metz.
Als 1379 der Prinz von Salm in Pontoy überfallen wurde, holte er einige Tage später das Vieh weg. Am Ort gab es ein festes Schloss, das dem Domkapitel von Metz gehörte, in dem Metz eine kleine Garnison unterhielt und das später in einen Hof umgewandelt wurde. 1476 besetzten Söldner das Dorf, wurden jedoch bald von den Metzern vertrieben. 1518 wurde das Schloss von Franz von Sickingen genommen.
Durch den Frankfurter Frieden vom 10. Mai 1871 kam die Region an das deutsche Reichsland Elsaß-Lothringen, und das Dorf wurde dem Landkreis Metz im Bezirk Lothringen zugeordnet. Im Ort gab es einen Kalkofen.
Nach dem Ersten Weltkrieg musste die Region aufgrund der Bestimmungen des Versailler Vertrags 1919 an Frankreich abgetreten werden und wurde Teil des Département Moselle. Im Zweiten Weltkrieg war die Region von der deutschen Wehrmacht besetzt.
Das Dorf trug 1915–1918 und 1940–1944 den eingedeutschten Namen Pontingen.

## Bevölkerungsentwicklung
| Jahr      | 1962 | 1968 | 1975 | 1982 | 1990 | 1999 | 2007 | 2019 |
| Einwohner | 172  | 165  | 175  | 349  | 436  | 448  | 445  | 543  |